# Чжу Юґуй
Чжу Юґуй (кит.: 朱友珪; піньїнь: Zhū Yǒuguī; нар. до 888 пом. 27 березня 913) — другий імператор Пізньої Лян періоду п'яти династій і десяти держав.

## Життєпис
Був сином і спадкоємцем засновника династії, Чжу Веня. Зійшов на престол у липні 912 року після вбивства батька.
За кілька місяців спалахнуло повстання на чолі з братом імператора, Чжу Ючженем. В результаті того повстання Чжу Юґуй був повалений та був змушений скоїти самогубство. Престол по його смерті зайняв Чжу Ючжень.

## Девіз правління
- Фенлі (鳳曆) 913